# Sumner (Mississippi)
Pour les articles homonymes, voir Sumner.
La ville de Sumner est le siège du comté de Tallahatchie, situé dans l'État du Mississippi, aux États-Unis.

## Source
- (en) Cet article est partiellement ou en totalité issu de l’article de Wikipédia en anglais intitulé « Sumner, Mississippi » (voir la liste des auteurs).